# Écureuil roux
Sciurus vulgaris
Ne doit pas être confondu avec l'Écureuil roux d'Amérique du Nord ou l'Écureuil à queue rouge.
Pour les articles homonymes, voir Écureuil roux (homonymie).
Espèce
Statut de conservation UICN

 LC  : Préoccupation mineure
Répartition géographique
L'Écureuil roux ou Écureuil d'Eurasie a pour nom scientifique Sciurus vulgaris. Cette espèce d’écureuils est un petit rongeur arboricole et diurne de la famille des Sciuridés.

## Description
L'Écureuil d'Eurasie pèse en moyenne 340 grammes pour une taille (sans la queue) de 18 à 25 cm, plus 16 à 20 cm pour sa queue aussi longue que le corps.
La couleur rousse à brune de l'écureuil le rend discret en automne dans les feuillus et au sol lorsqu'il enterre ses graines ou mange des champignons souterrains, chaque individu semblant par ailleurs avoir des préférences alimentaires marquées
Son pelage s'épaissit et s'allonge en hiver, ce qui rend les « pinceaux » des oreilles plus visibles.
Sa couleur varie du roux clair au brun-noir selon les individus, le ventre est toujours blanc.
Une longue queue « en panache » lui sert de balancier et de gouvernail lorsqu'il grimpe ou bondit, mais aussi de signal optique en période d'accouplement ou pour exprimer certaines émotions.

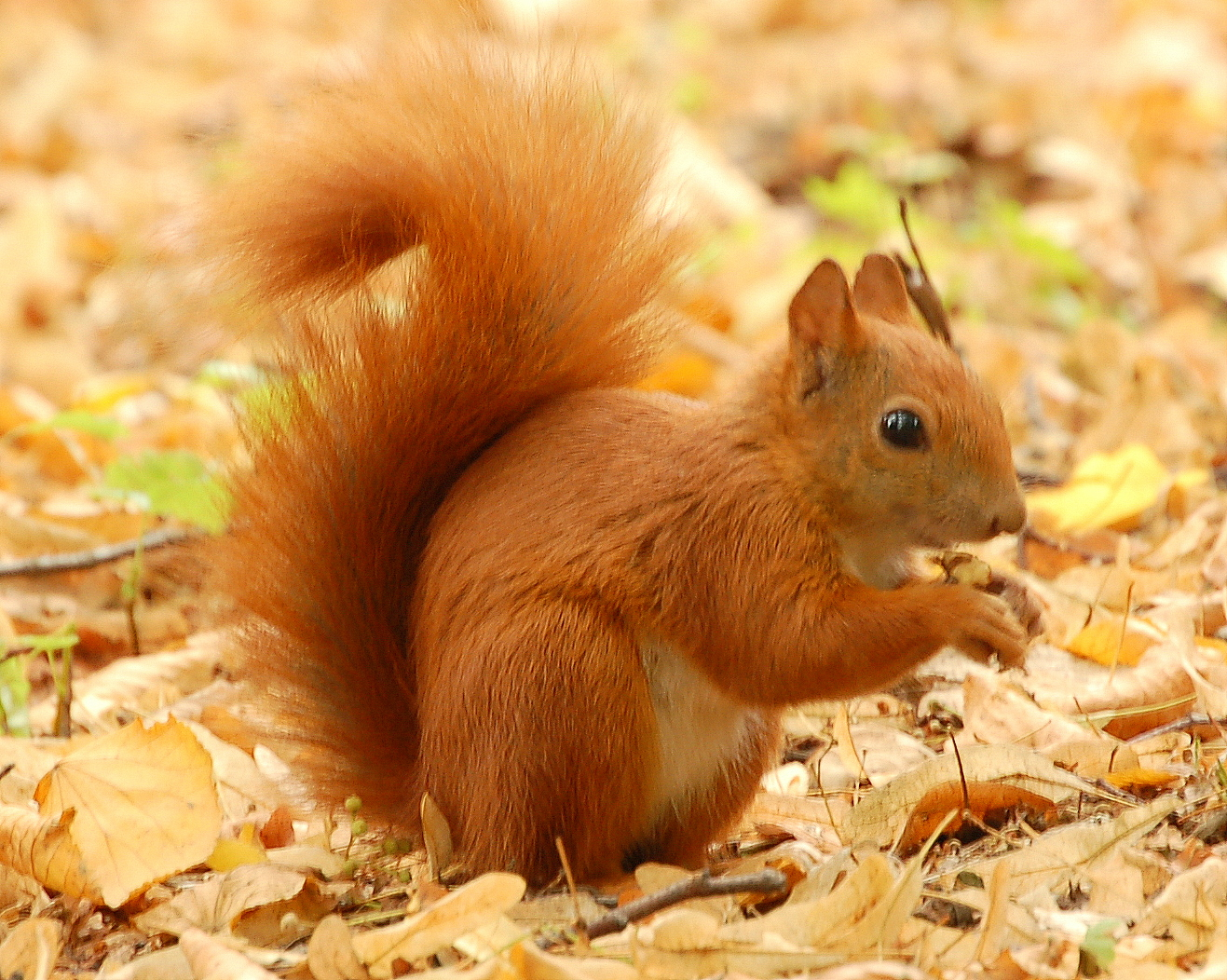
Pologne (Parc Lazienki, Varsovie).
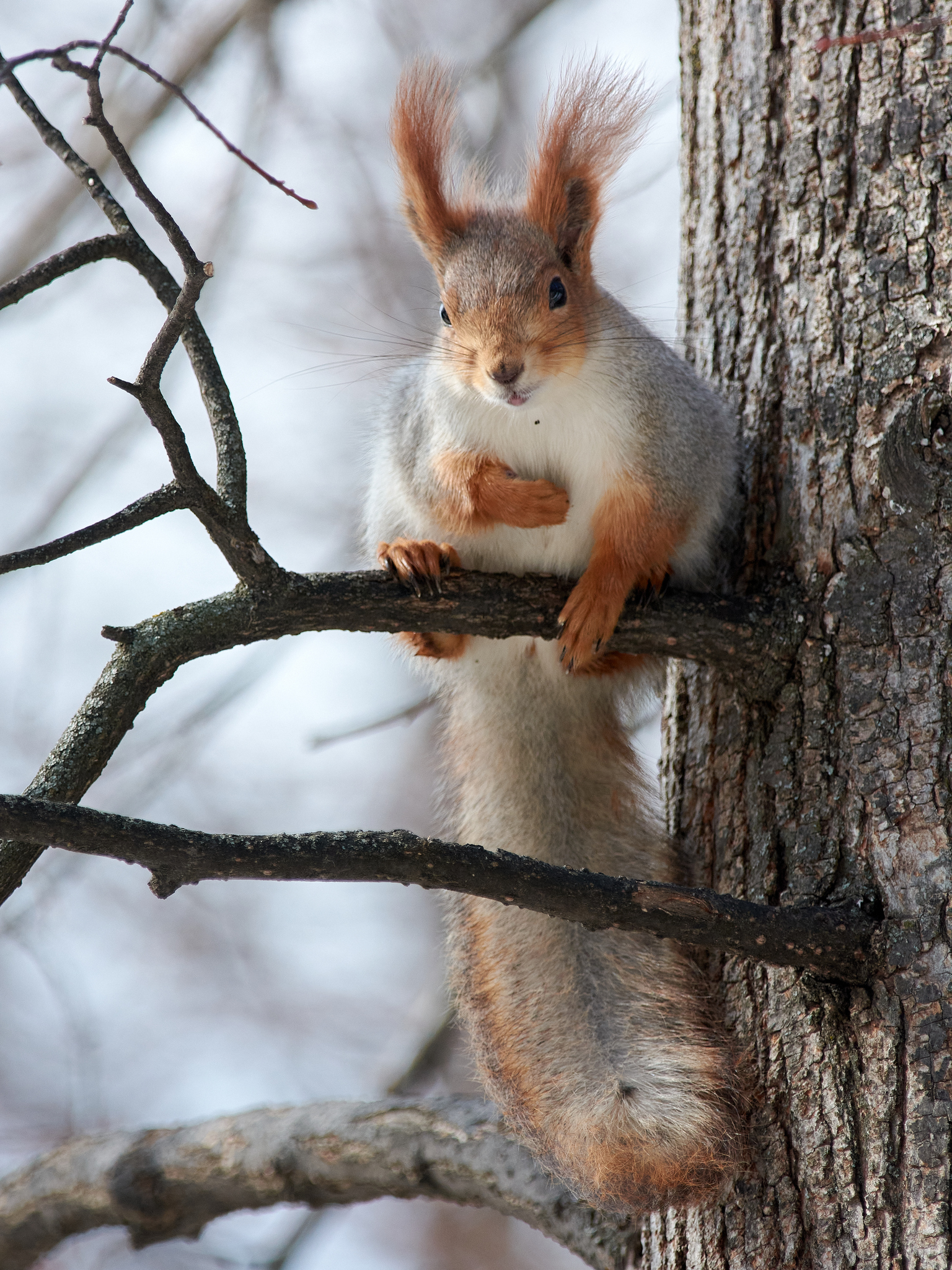
Un écureuil roux dans le Tatarstan, en Russie. Avril 2022.
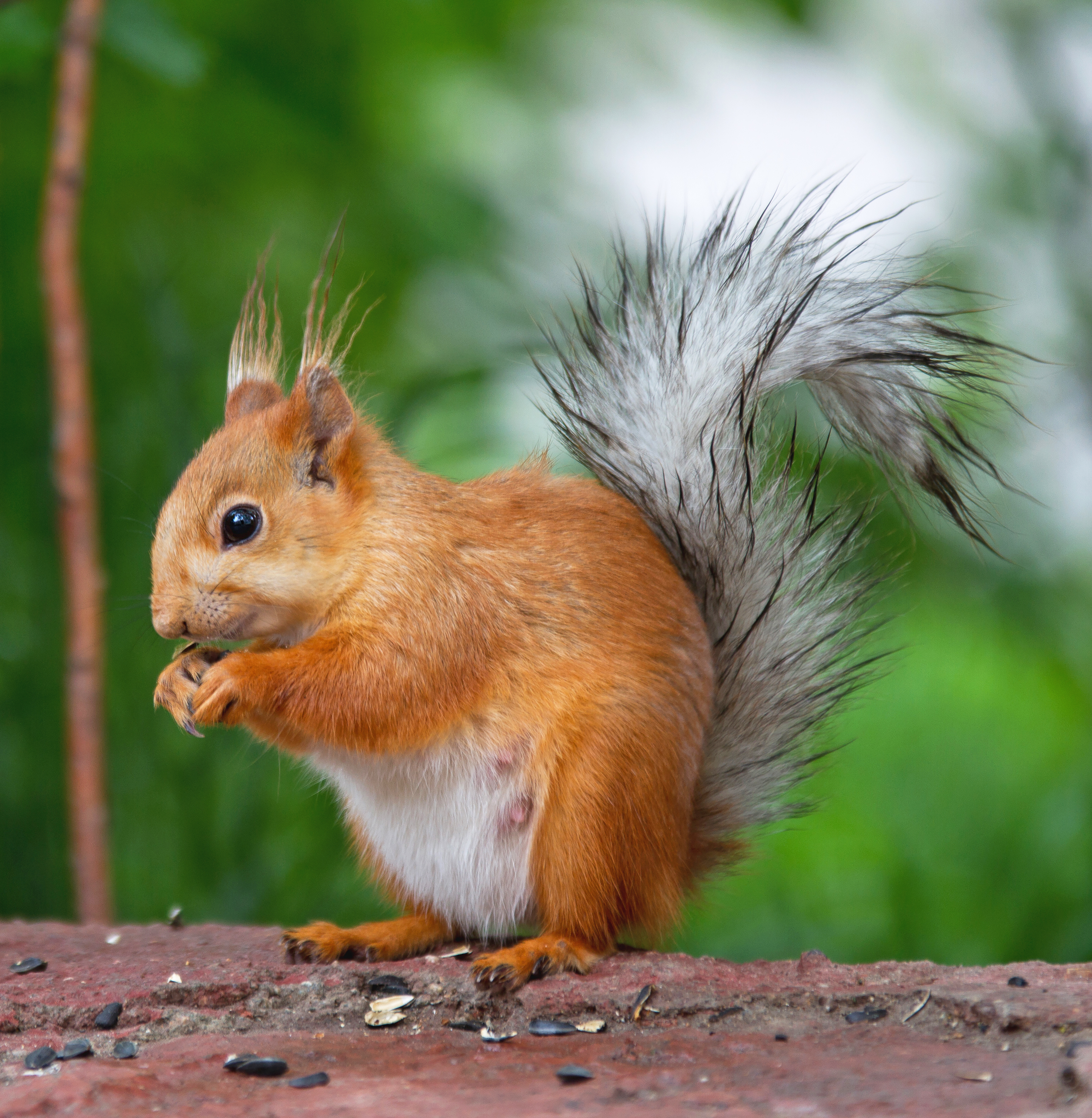
Un écureuil roux dans le Parc national de Karkaraly au Kazakhstan. Mai 2014.
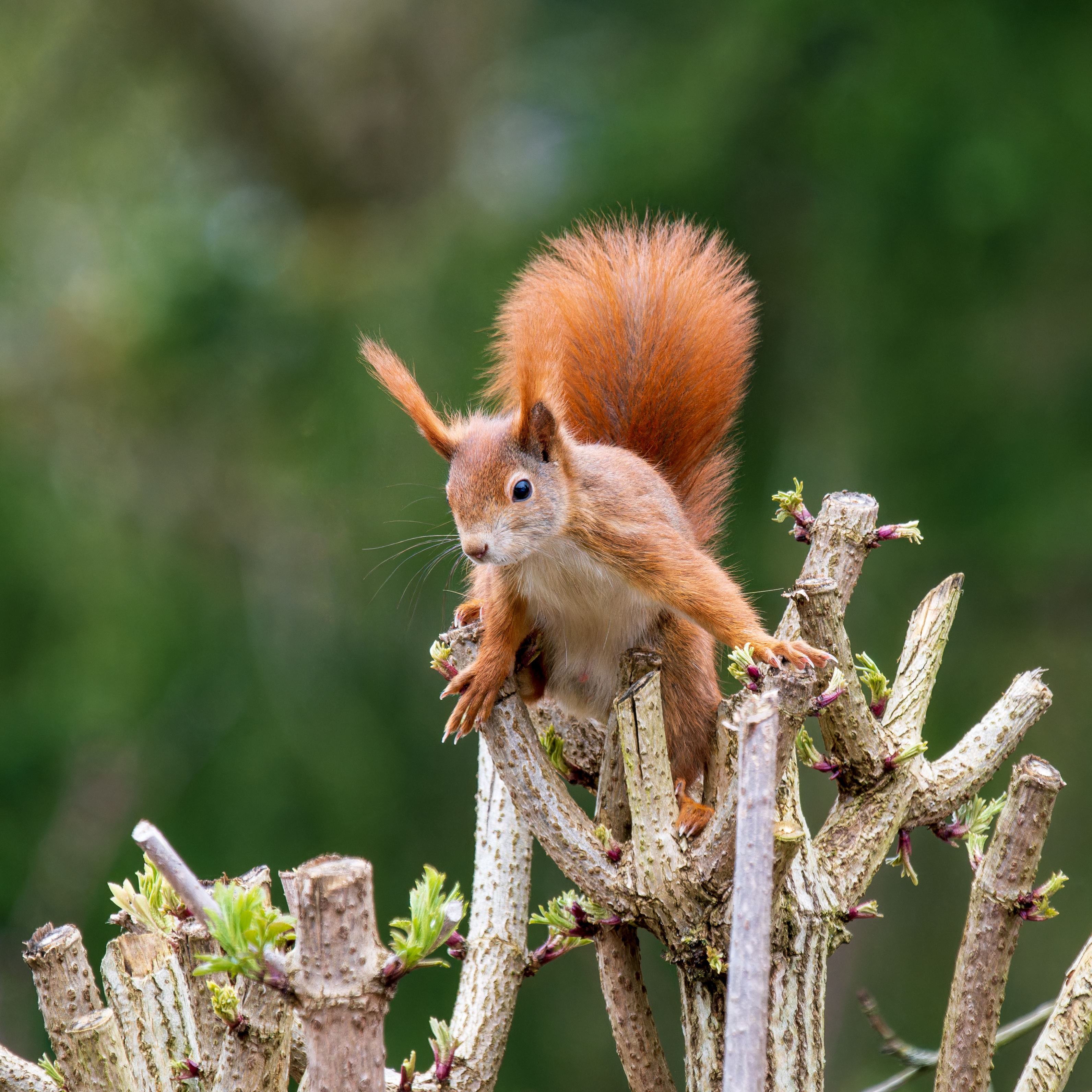
Un écureuil roux dans un sureau de jardin à Heilbronn, Allemagne. Mars 2023.

Il ne faut pas le confondre avec une autre espèce européenne dont l'aspect est très proche, l'Écureuil persan (Sciurus anomalus), qui vit dans l'île grecque de Lesbos et dans le Caucase.

## Mode de vie
L'Écureuil roux est arboricole. On le trouve donc à proximité des bois et dans les forêts, notamment dans les forêts anciennes où il mène une vie individualiste, marquant ses itinéraires de repères olfactifs qu'il semble être seul à reconnaître, et cachant des stocks de graines ici et là. Il ne perd son aversion pour ses congénères que lorsque la nourriture abonde, comme dans certains parcs.
Il pratique régulièrement le toilettage pour éliminer les parasites qui peuvent coloniser son pelage. Il pratique pour cela les bains de poussière ou d'herbes, amassant aussi à cet effet des herbes, des mousses et des lichens dans des trous ou dans des souches d'arbres. Son activité physique en toute saison, même en hiver est très impressionnante : il court littéralement sur les branches dans des arbres de plus de 30 mètres de haut, descendant ou montant les branches sautant d'un arbre à l'autre avec une agilité et une facilité déconcertantes. C'est une activité si intense pour un si petit animal qu'on a peine à réaliser l'effort qu'il produit alors qu'il le fait sans répit et sans fatigue apparente pendant de nombreuses minutes.
En hiver, l’Écureuil roux ralentit simplement son activité. Il n'hiberne pas, et les grands froids peuvent lui être fatals. Dans ce cas, il peut migrer massivement vers des régions où les températures sont plus clémentes.

## Longévité
La longévité, en liberté, est au maximum de six à sept ans, et dix ans et cinq mois en captivité. Les causes de mortalité sont la famine, le trafic routier et les prédateurs (martres, rapaces diurnes et nocturnes, pies, chiens et chats domestiques). Sa mortalité est aussi liée à l'introduction de l'Écureuil gris, envahisseur venu d'Amérique du Nord, qui détourne à son profit les ressources alimentaires et est vecteur d'une maladie, la coccidiose, due à un parasite inoffensif pour lui, mais mortel pour l'espèce rousse. Dans une population, la mortalité est estimée à 70 % avant un an. La survie est meilleure par la suite : 74 % de survie annuelle chez les adultes.

## Alimentation

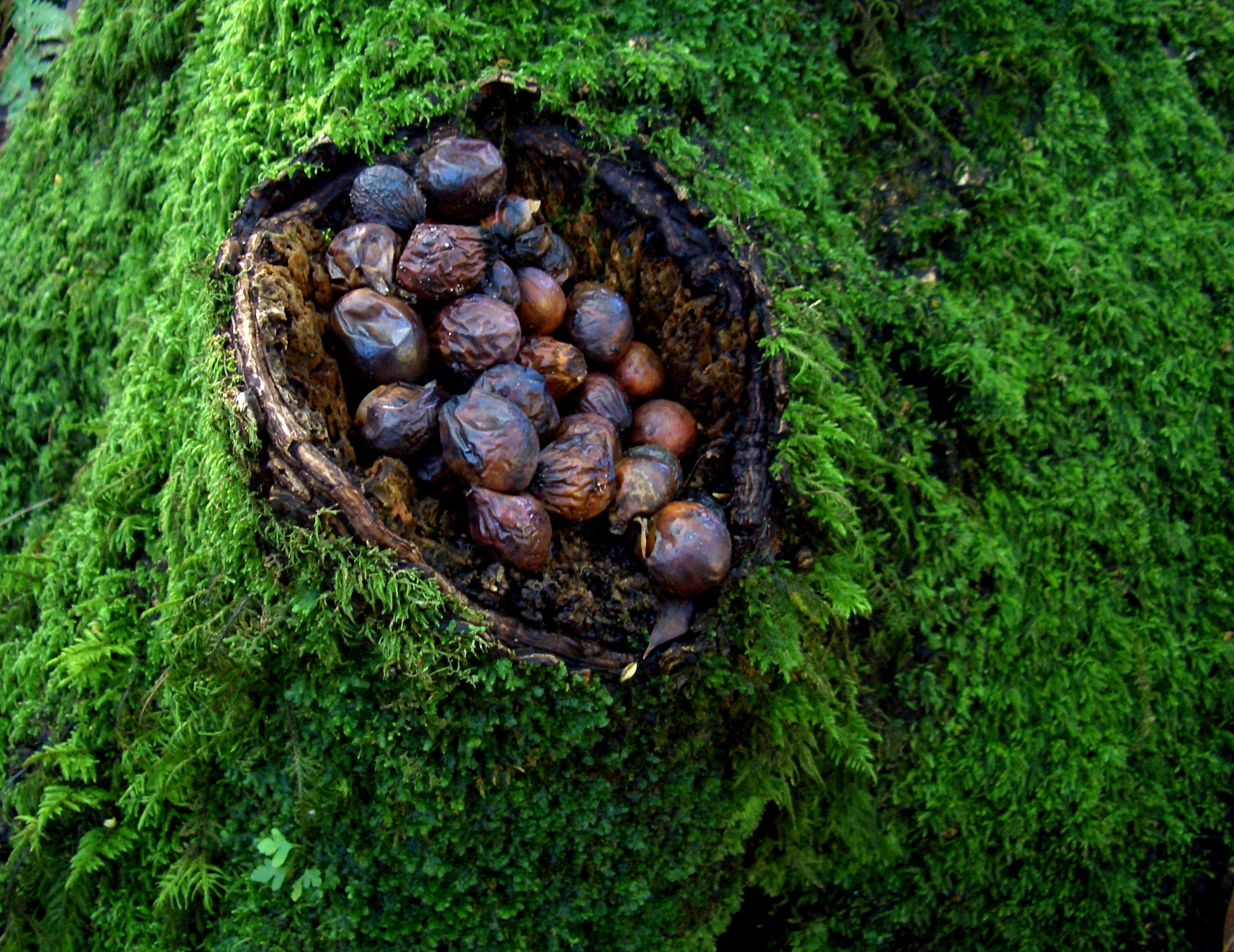
Les écureuils enterrent ou cachent leurs réserves alimentaires dans les arbres ou dans le sol, ils jouent ainsi un rôle important de dissémination des graines.

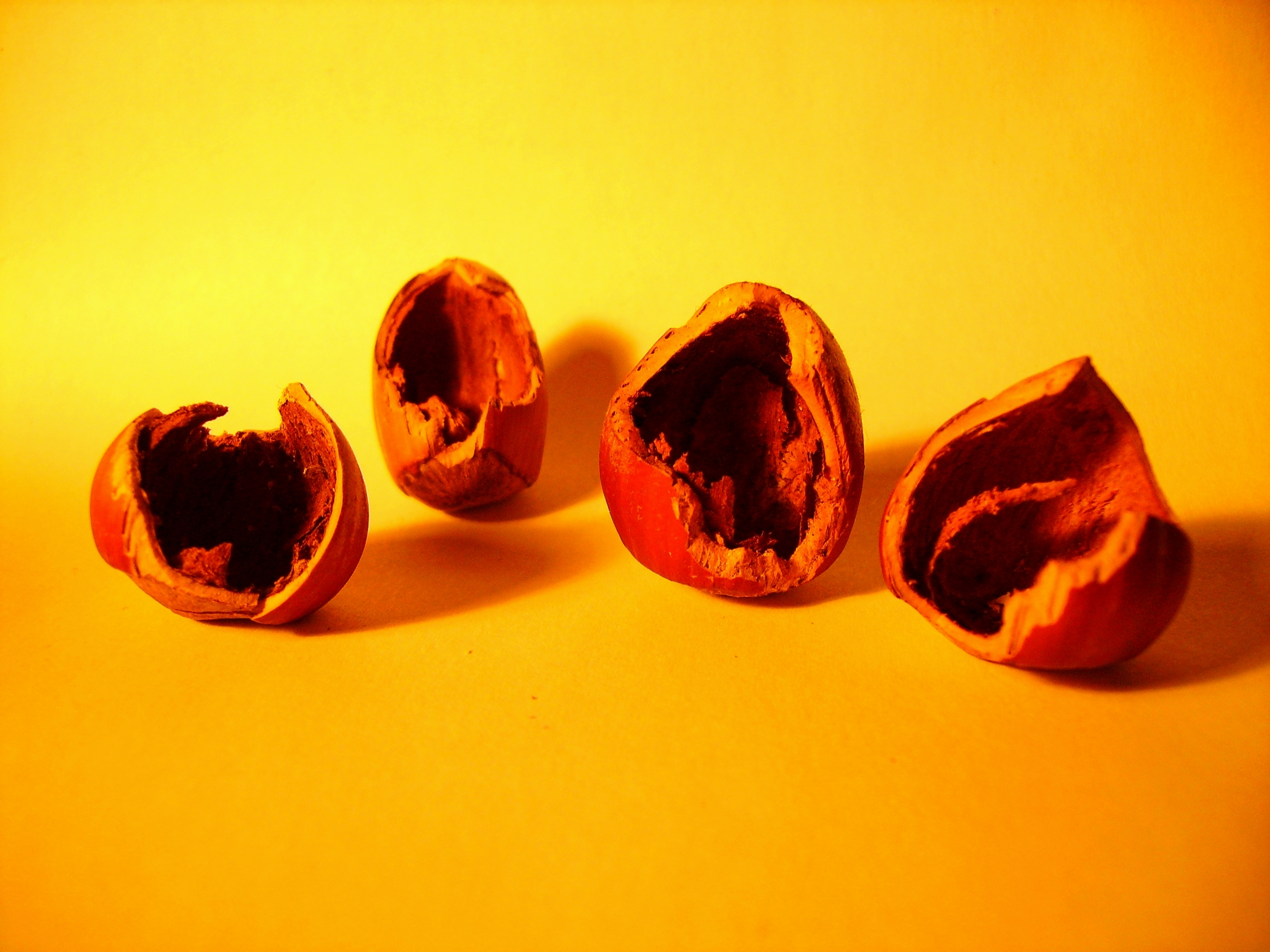
Restes de noisettes rongées par un écureuil roux.

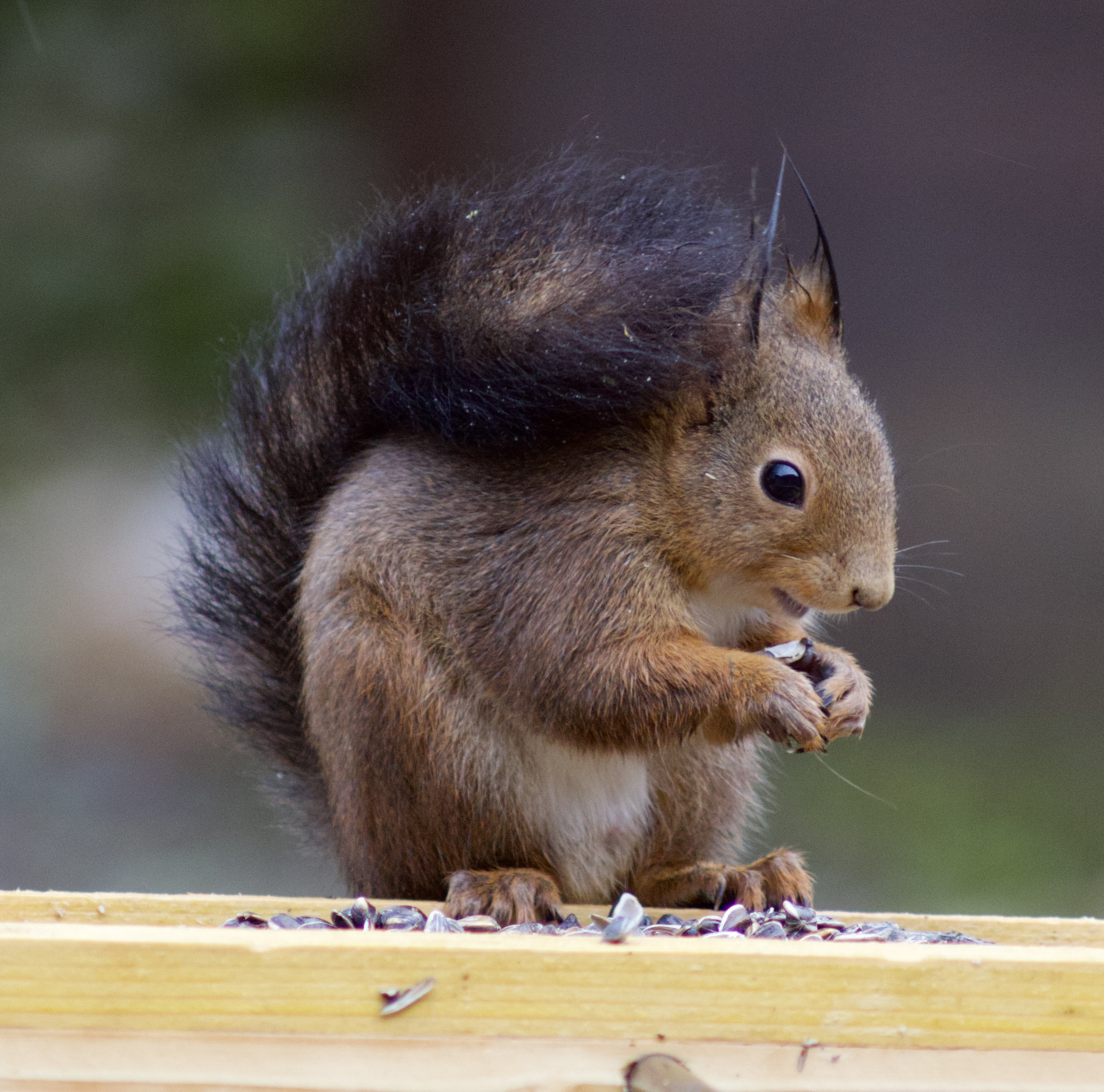
Écureuil roux à une mangeoire (Lot)

L'Écureuil d'Eurasie cherche sa nourriture d'abord en haut des arbres, surtout en début et en fin de journée. C'est un animal omnivore. Son régime alimentaire est principalement composé de graines, de baies, de germes, de feuilles et de fleurs et parfois d'insectes ou de larves.
Il consomme préférentiellement les graines contenues dans les cônes des conifères, qu'il décortique efficacement en arrachant chaque écaille. Il consomme aussi des noix, des noisettes, des faines, des châtaignes, mais aussi, en période de moindre abondance, des bourgeons, des fleurs d'arbres, des graines d'arbres précoces ou encore vertes (ormes, frênes, érables, tilleuls, charme, etc), quelques baies et fruits à pulpe et de l'écorce. Très occasionnellement, il peut aussi consommer des insectes, des œufs et des jeunes oiseaux encore au nid.
Il peut descendre s'installer sur une souche d'arbre pour y ouvrir plus aisément les graines récoltées. Parfois, on le surprend même à explorer garages et greniers. N'ayant pas de garde-manger dans son nid, l'écureuil aménage des caches sans logique apparente, soit au sol, souvent près du pied des arbres, soit dans les arbres, par exemple à la fourche de branches. Ils jouent ainsi un rôle important de dissémination des graines et enrichissent notamment les forêts en plantes épiphytes.
On a récemment montré que l'Écureuil roux d'Europe, de même que d'autres écureuils aux États-Unis, consomme aussi d'importantes quantités de champignons souterrains (notamment des truffes du cerf). 
En Europe, jusqu'à 80 % du contenu de ses crottes étaient des spores de ces champignons dont la fructification se fait sous le sol. Il est possible qu'on puisse ainsi expliquer la bonne germination des glands ou noisettes qu'il enterre et oublie, ces espèces vivant en symbiose avec de tels champignons. L'écureuil, en oubliant certaines de ses caches de nourriture pourrait ainsi contribuer, non seulement à la germination de nombreux arbres, et à leur bonne mycorhization, mais aussi à la dispersion des truffes. De manière générale, ces champignons contiennent en grande partie des spores non digestibles par l'écureuil, et sont donc peu nutritifs, mais ils sont abondants et facilement détectables pour l'odorat de l'écureuil.

## Nids

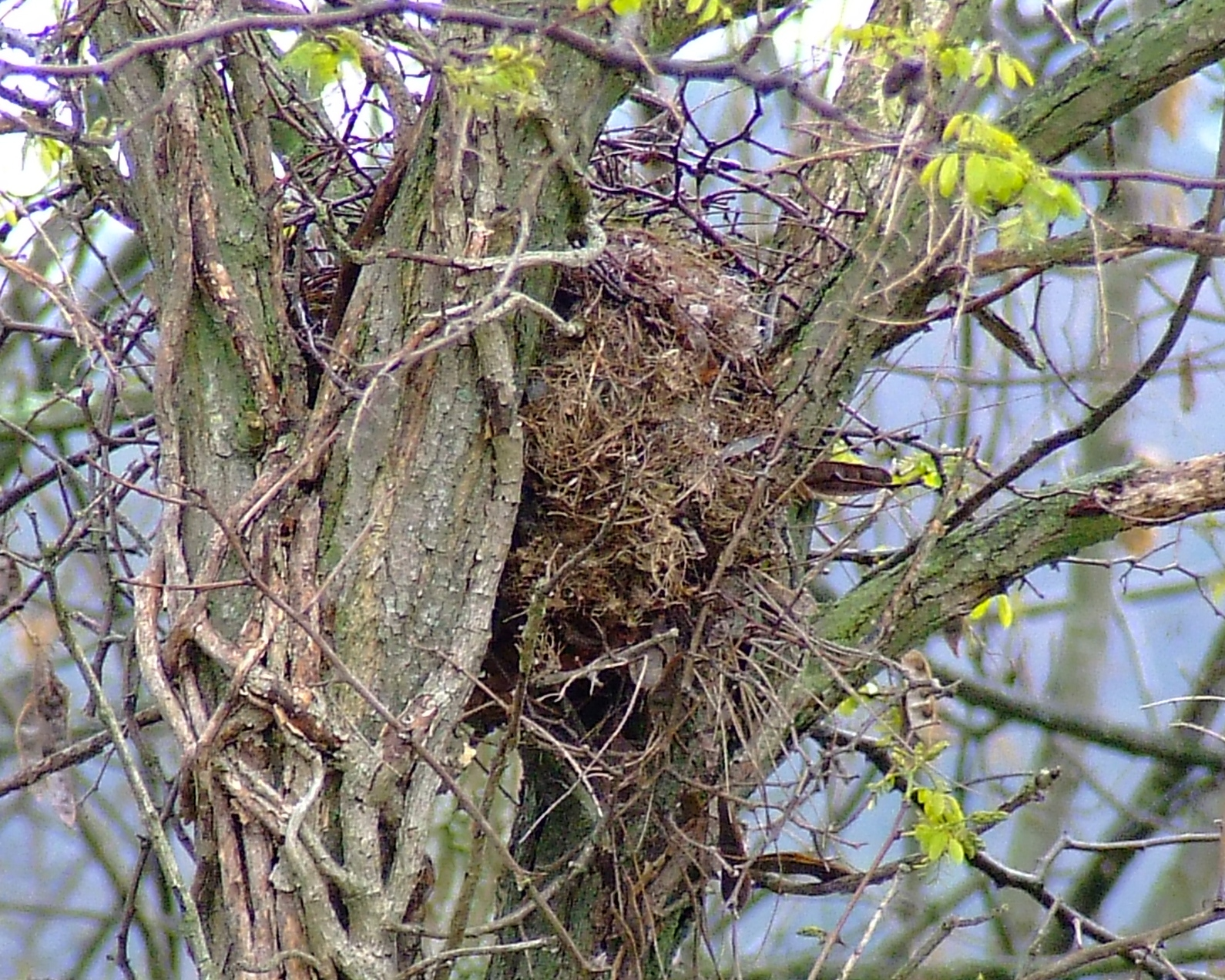
Nid d'écureuil roux photographié dans le sud de la France.

L'Écureuil roux se construit plusieurs nids (appelés « hottes ») avec des branchettes et des brindilles, de forme ronde, d'un diamètre externe de 50 cm, et dont l'intérieur est tapissé de mousse et d'herbe. L'entrée du nid est positionnée vers le bas. Ils protègent l'animal, en particulier lors du repos hivernal : Sciurus vulgaris ne fait pas d'hibernation complète, il visite ses cachettes pour y prendre sa nourriture ; en cas de mauvais temps il peut tenir plusieurs jours sans sortir. Il occupe volontiers les nichoirs qu'on lui offre s'il y a de la nourriture à proximité. Il peut alors devenir assez familier.

## Reproduction

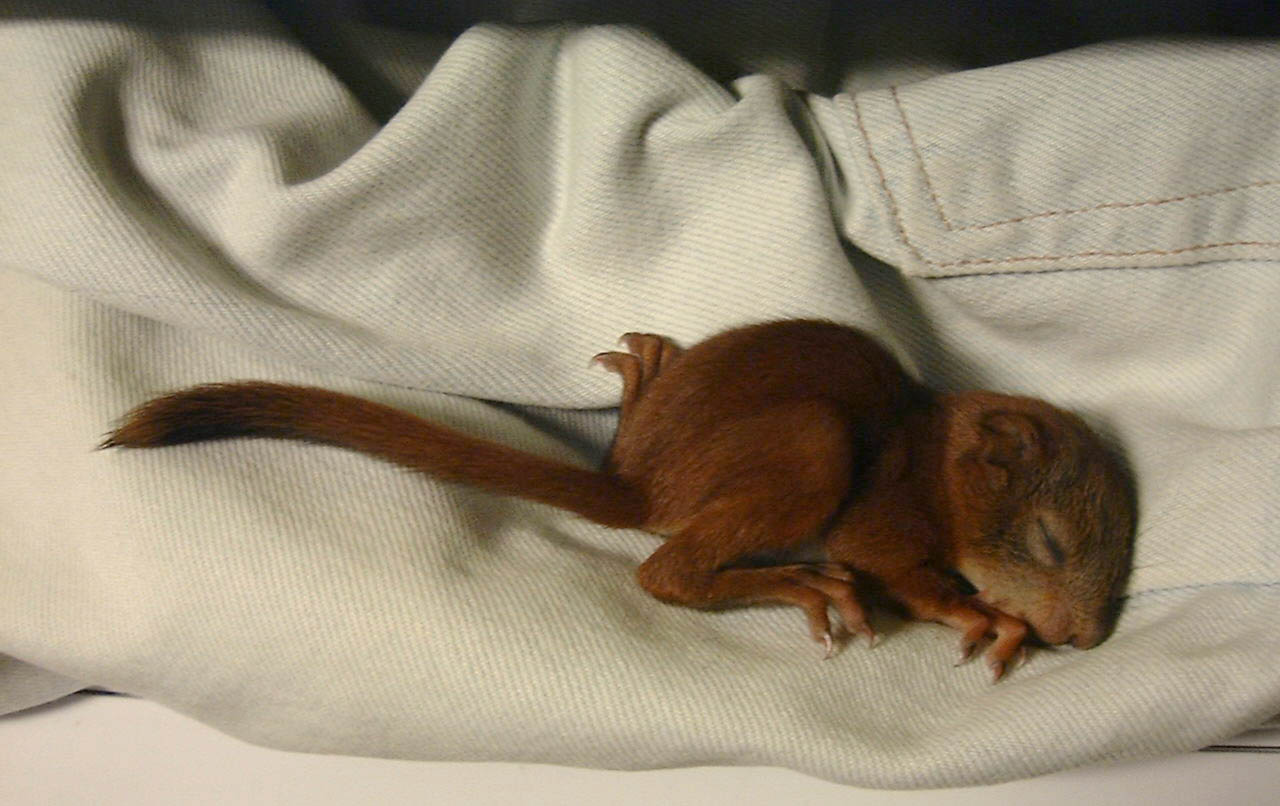
Un écureuil juvénile de deux semaines.

La maturité sexuelle est atteinte vers un an, à la fin de l'hiver, entre 10 et 12 mois. En moyenne, 296 jours pour les femelles et 320 pour les mâles (parfois 6 mois pour les mâles nés au printemps). Les copulations ont lieu de décembre à juillet, mais surtout de janvier à mars. Le mâle se met en chasse et entre dans le territoire des femelles. Celles-ci sont réceptives pendant 1 seul jour et, une fois fécondées, bannissent le mâle du nid. Seule la femelle s’occupe des petits : elle les transporte ailleurs en cas de dérangement.
Le plus souvent, l'Écureuil roux n'a qu'une seule portée par an, mais il peut en avoir deux, entre février et mars, puis entre mai et août. La gestation dure 38 ou 39 jours environ (de 36 à 46 jours). Chaque portée peut être composée de 1 à 10 petits, 5 en moyenne, mais en général la mère met bas seulement 3 ou 4 petits. Elle en élèvera sept au maximum car elle ne possède que 8 mamelles. Ils sont sevrés de 7 à 10 semaines et indépendants à 8 ou 10 semaines.
Les petits naissent dans le nid, aveugles et dépourvus de poils qui apparaissent au bout de deux semaines. Vers 4 semaines, leurs yeux s'ouvrent et les incisives sortent. ils commencent à quitter le nid vers 8 semaines, mais la mère reste vigilante et les prend dans sa gueule pour les mettre en sécurité au premier danger. Lors des premières sorties, divers signaux sonores permettent de garder le contact, ce qui n'empêche pas 80 % des jeunes de mourir avant un an.

## Habitat et répartition

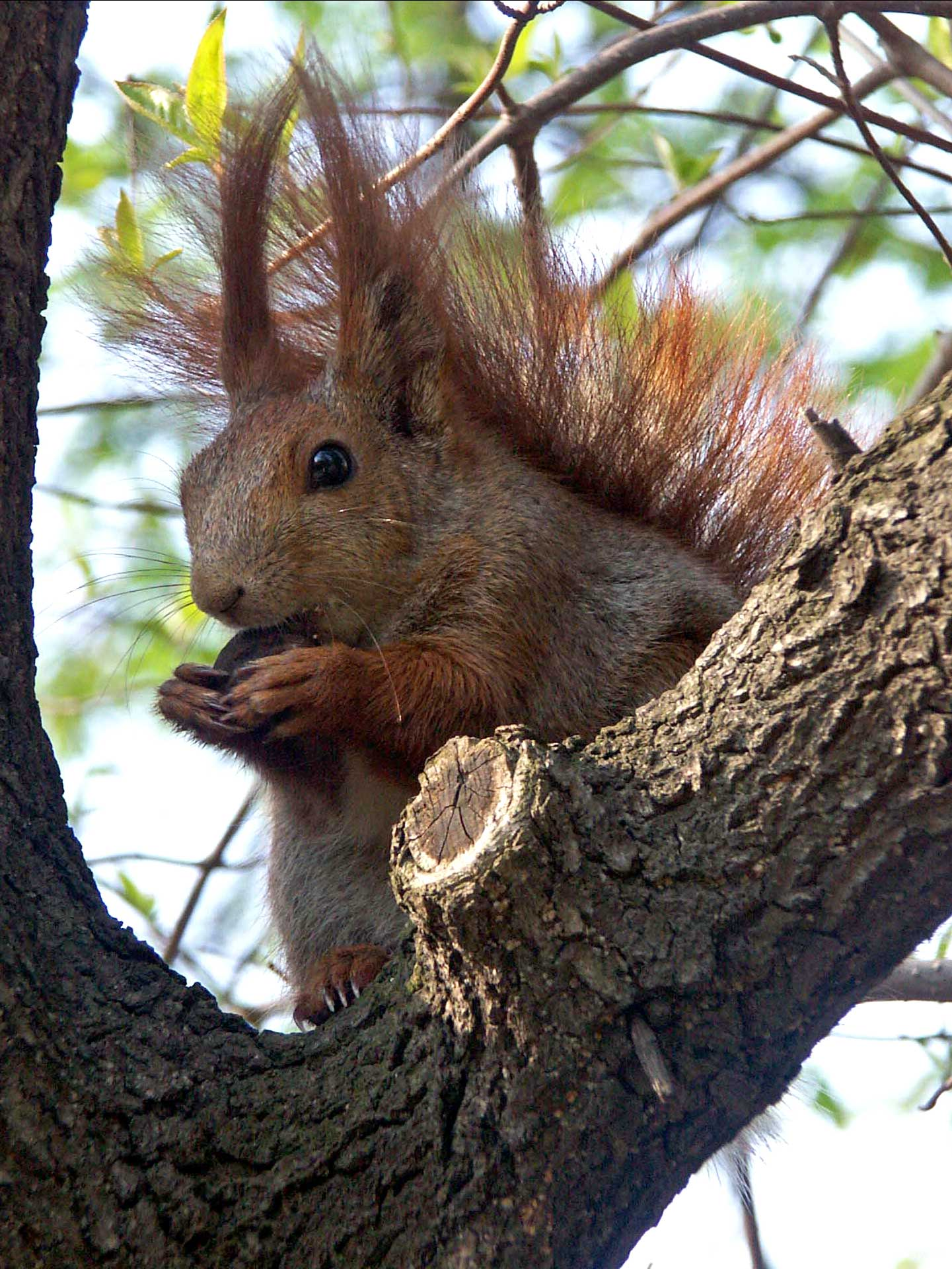
Noter les pinceaux de poils qui poussent en hiver, et donnent l'impression de longues oreilles.

L'Écureuil d'Eurasie a depuis la fin de la dernière glaciation recolonisé presque toute l'Europe, du cercle polaire à la Méditerranée, ainsi que l'Asie du Nord à l'est de l'Oural à travers toute la Sibérie, jusqu'au nord de la Chine, la Corée et l'île d’ Hokkaido au Japon.
L'Écureuil roux est d'abord une espèce inféodée aux forêts de conifères et mixtes. Il est ainsi bien présent dans les forêts boréales d'Europe septentrionale et de Sibérie, et dans les forêts montagnardes d'Europe plus méridionale, mais aussi dans les plantations sylvicoles de résineux. Il est associé notamment aux épicéas et aux pins qui lui fournissent une nourriture abondante toute l'année. Dans les forêts de conifères les densités de population d'Écureuils roux atteignent des niveaux élevés (variant de 0,5 à 1,5 ind./ha selon les années). Mais dans la majeure partie de l'Europe l'Écureuil roux peuple également les forêts de feuillus de basse altitude, ainsi que les forêts méditerranéennes, probablement du fait de l’absence actuelle d'autre espèce autochtone d'écureuil qui y serait plus adaptée (tel Sciurus anomalus aujourd'hui confiné au Caucase et au Proche-Orient, mais possiblement plus répandu avant les dernières glaciations, ou d'autres espèces disparues). Dans les forêts de feuillus ses densités de population sont cependant bien plus faibles (variant de 0,02 à 0,2 ind./ha) car il en exploite moins bien les principales ressources, notamment les glands des chênes qu'il assimile mal et qu'il consomme donc très peu. De manière opportuniste, il habite assez fréquemment les agglomérations urbaines, notamment les parcs boisés et les quartiers dotés de nombreux jardins et espaces verts, où il est souvent nourri par les habitants et le public et atteint alors des densités élevées (plus de 2 voire 3 ind./ha dans certains grands parcs urbains en banlieue parisienne). On peut aussi le rencontrer dans les campagnes suffisamment arborées comme les bocages.
S'il est encore très présent en Europe centrale, il a presque disparu en Angleterre et de la majeure partie de l'Irlande. Il est également en recul, voire a localement disparu, dans de nombreuses régions de son aire de distribution, soit en raison de la dégradation de son habitat, soit des suites du braconnage. Dans les îles Britanniques, c'est la concurrence alimentaire avec l'Écureuil gris, originaire d'Amérique du Nord, une espèce beaucoup plus adaptée aux forêts de feuillus, qui constitue la principale cause de disparition. L'Écureuil gris se répand aussi en Italie, et on peut s'attendre à ce que les Alpes soient franchies prochainement.

## Liste des sous-espèces
Selon Mammal Species of the World (version 3, 2005)  (3 oct. 2012) :
- Sciurus vulgaris alpinus
- Sciurus vulgaris altaicus
- Sciurus vulgaris anadyrensis
- Sciurus vulgaris arcticus
- Sciurus vulgaris balcanicus
- Sciurus vulgaris chiliensis
- Sciurus vulgaris cinerea
- Sciurus vulgaris dulkeiti
- Sciurus vulgaris exalbidus
- Sciurus vulgaris fedjushini
- Sciurus vulgaris formosovi
- Sciurus vulgaris fuscoater
- Sciurus vulgaris fusconigricans
- Sciurus vulgaris leucourus
- Sciurus vulgaris lilaeus
- Sciurus vulgaris mantchuricus
- Sciurus vulgaris martensi
- Sciurus vulgaris ognevi
- Sciurus vulgaris orientis
- Sciurus vulgaris rupestris
- Sciurus vulgaris ukrainicus
- Sciurus vulgaris varius
- Sciurus vulgaris vulgaris

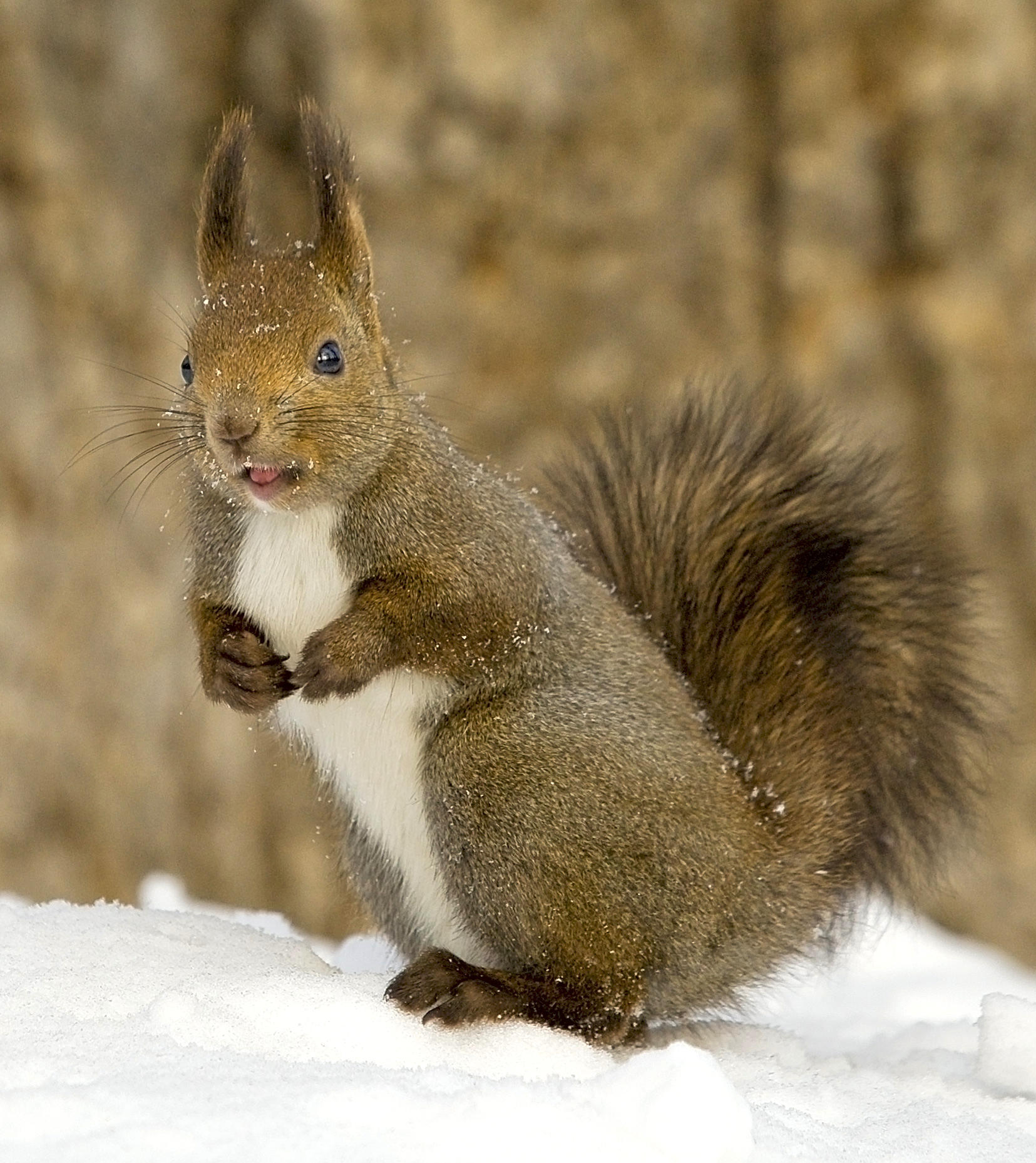
Sciurus vulgaris orientis à Asahikawa sur l'île d'Hokkaido au Japon.

Les populations vivant en Europe occidentale dont la France et la Belgique correspondent à la sous-espèce Sciurus vulgaris subsp. fuscoater. En 2009, une étude phylogénétique portant sur l'analyse de l'ADN mitochondrial des populations eurasiatiques de Sciurus vulgaris démontre son homogénéité génétique sur l'ensemble du continent à l'exception notable de la population calabraise en Italie nommée Sciurus  vulgaris subsp. meridionalis. Cette dernière aurait divergé lors de la dernière période glaciaire et serait restée isolée des populations d'écureuils voisines jusqu'à une époque récente. Compte tenu des recherches génétiques et de ses particularités morphologiques et géographiques, cette population est élevée au rang d'espèce en 2017 sous le nom Sciurus meridionalis.

## Menaces

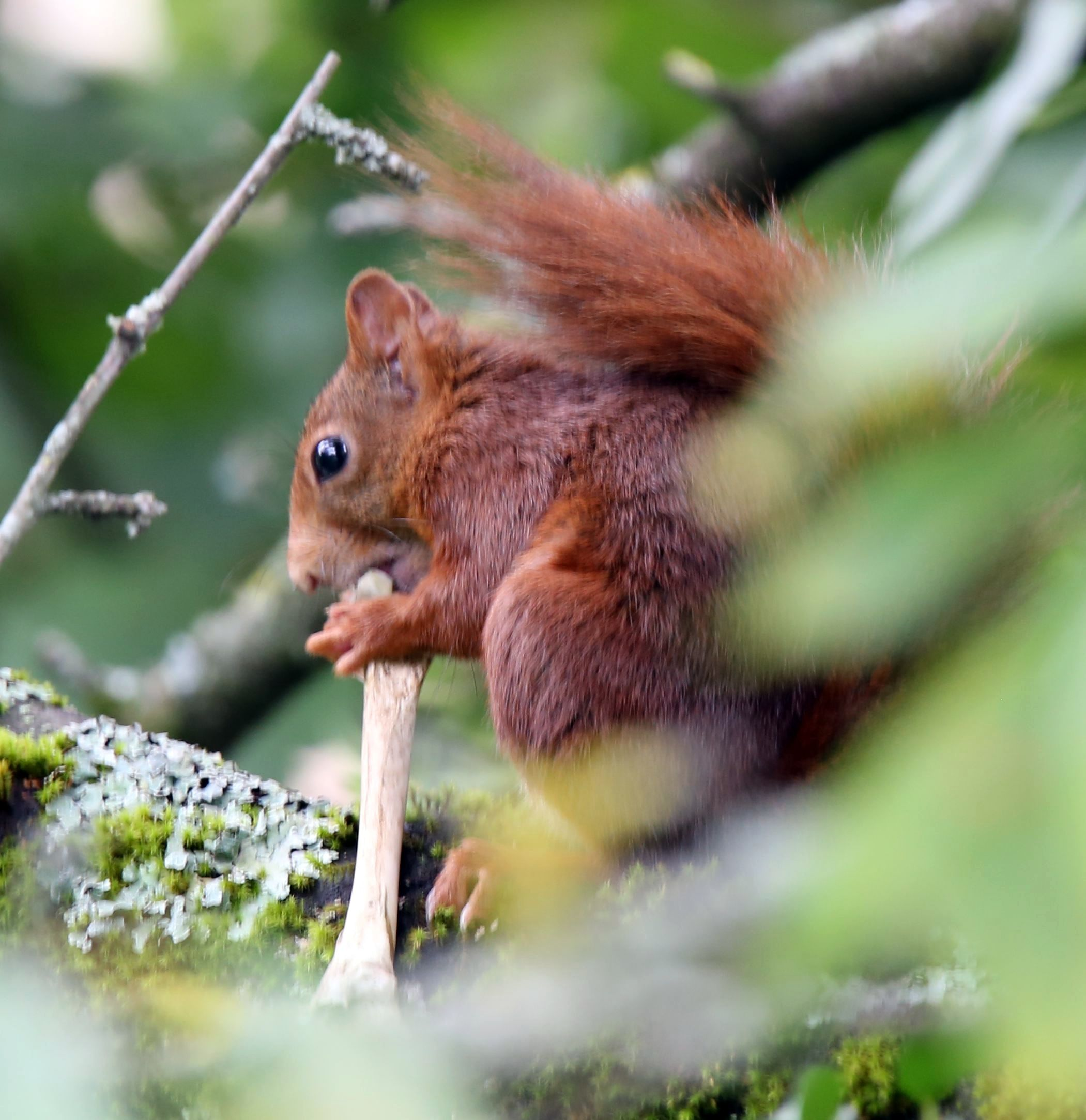
Écureuil rongeant un os

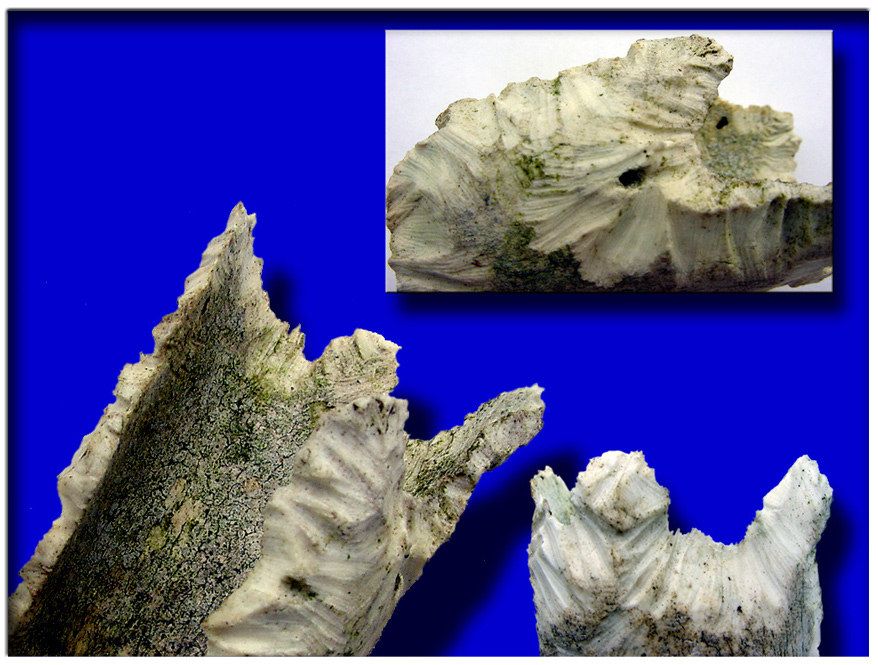
Os rongés par des écureuils, qui y trouvent une source de calcium complémentaire

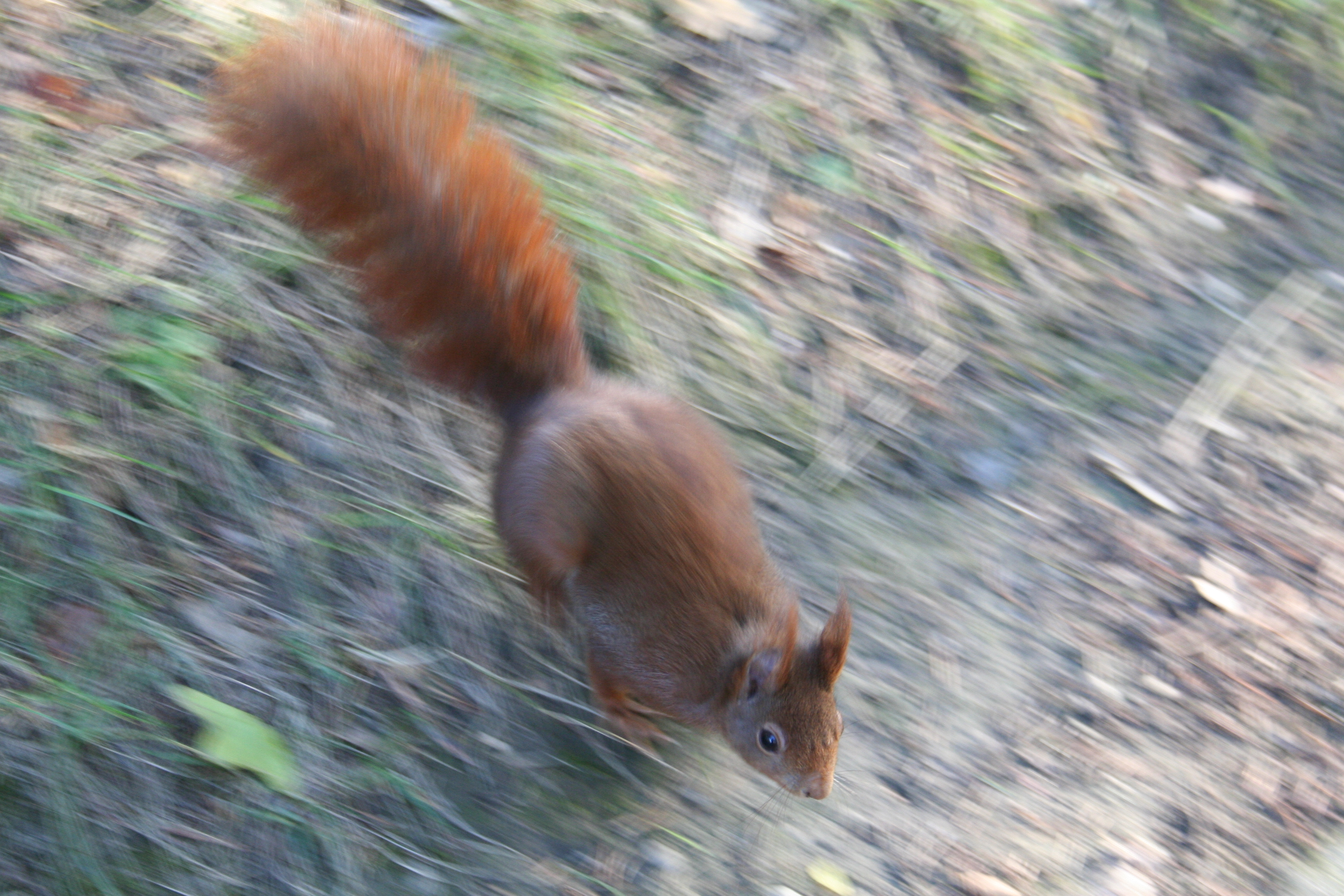
Certains écureuils survivent en ville, ici dans le parc de la Tête-d'Or, à Lyon.

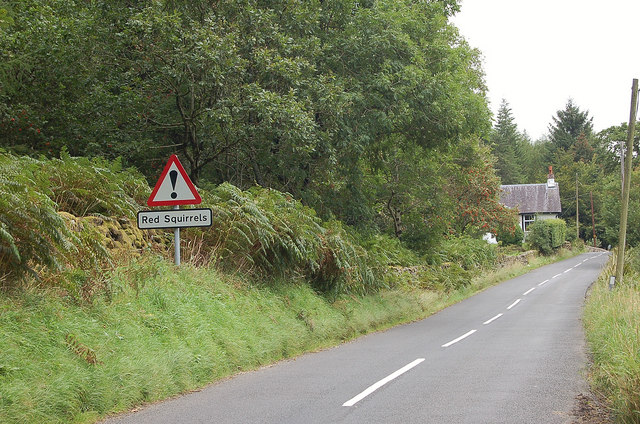
Panneau signalant des traversées d'écureuils roux (Royaume-Uni, sur l'A708, environ 4 km avant Moffat).

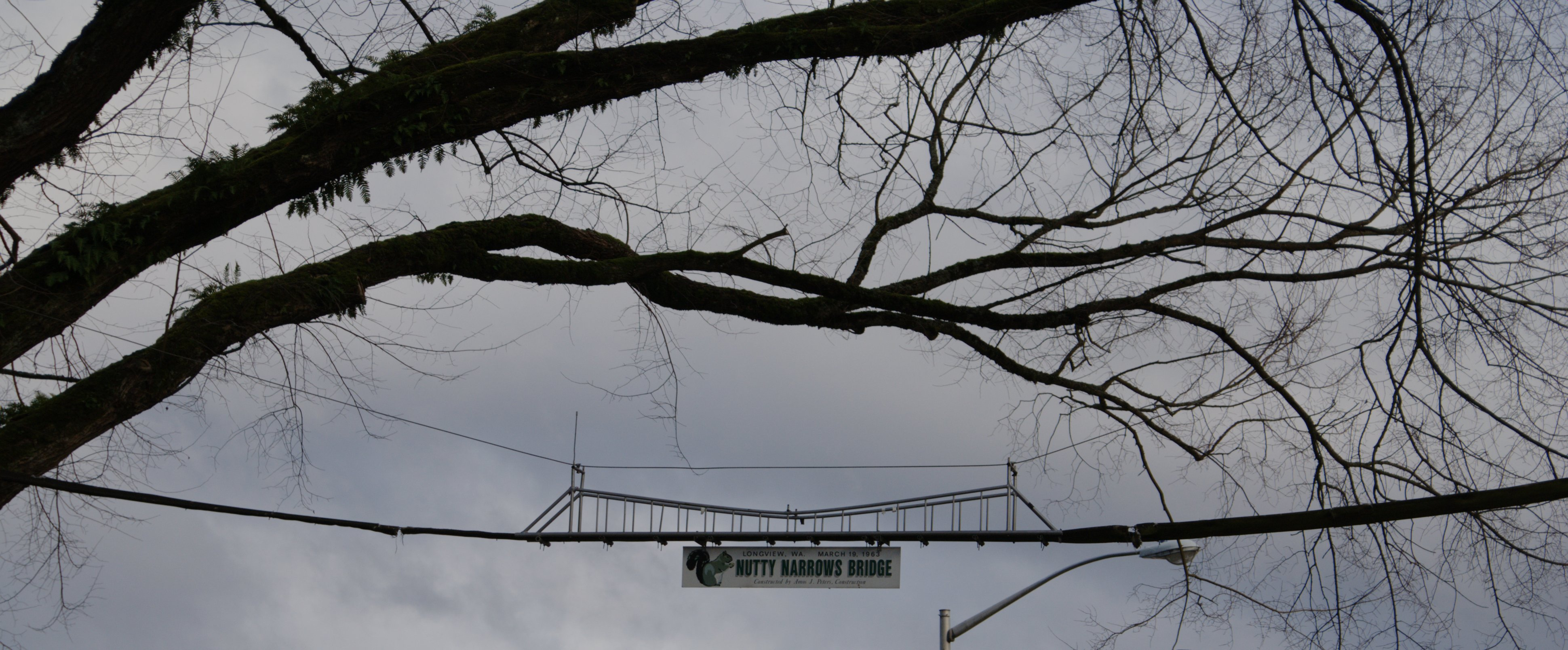
Type d'écoduc dit « écureuilloduc » permettant à des écureuils de traverser en sécurité une grande voie de circulation où ils se faisaient antérieurement facilement écraser.

### Concurrence avec l'Écureuil gris
Une menace majeure est la concurrence de l'Écureuil gris d'Amérique qui est devenu invasif en Europe. Ce dernier est plus gros et plus fort que l'Écureuil roux eurasiatique, et il résiste mieux à deux maladies qu'il colporte : la coccidiose à Eimeria sciurorum et un Parapoxvirus. Mais il est surtout beaucoup mieux adapté aux forêts de feuillus que l'Écureuil roux (l'Écureuil gris consomme très bien les glands des chênes entre autres), il peuple ces forêts avec de fortes densités de populations, en en exploitant toutes les ressources, et exerce donc une forte compétition alimentaire vis-à-vis de l'Écureuil roux qui s'en trouve peu à peu écologiquement exclu. L'Écureuil gris est ainsi la cause essentielle de la disparition de l'Écureuil roux dans la majeure partie des îles Britanniques. Cependant cette concurrence est moins forte dans les forêts de conifères où l'Écureuil roux est, inversement, mieux adapté que l’Écureuil gris, comme dans les forêts de pin sylvestre en Écosse où il résiste mieux.

### Artificialisation des habitats
La première menace qui pèse sur l'Écureuil est la destruction de son habitat naturel et notamment la fragmentation des forêts et du bocage, causant une insularisation écologique des bois et espaces verts. Les écureuils arboricoles sont souvent victimes du roadkill dans les forêts fragmentées par les routes. « Le domaine vital de l’Écureuil roux est de 5 à 30 hectares (selon la richesse du milieu) ; au-delà de 2 km d’infrastructure de transport par km² de forêt, cette espèce est confrontée à une rupture de son territoire ».
Outre les rares écoducs, des « passerelles à écureuil » ou « écureuilloducs », permettant à l'écureuil de traverser la route d'arbre à arbre, à partir de la canopée, ont été efficacement testés. Ces dispositifs vont d'une triple corde tressée tendue entre les arbres au-dessus de la route à une passerelle de planchettes fixées entre deux cordes, faisant office de « pont de singes ». En France en Isère, on a même envisagé d'équiper des poteaux d'échelles pour que les écureuils puissent utiliser des éléments du tramway pour traverser les routes par le haut. La restauration d'un réseau paneuropéen de corridors biologiques devrait l'aider à recoloniser les nombreux espaces d'où il a disparu, mais pourrait aussi aider l'Écureuil gris à coloniser ces territoires.
D'autre part, la gestion sylvicole intensive (et une forte régression du bois mort et du bocage) diminue le nombre d'espèces et la disponibilité des champignons (truffes en particulier), pouvant affaiblir certaines populations d'écureuils en les privant d'une source importante de nourriture,, (notamment en hiver).

### Chasse et braconnage
La chasse et le braconnage ont été une cause de régression ou de disparition locale au début du XXe siècle (on l'accusait de manger les œufs dans les nids, ce qu'il peut effectivement occasionnellement faire, mais les espèces-gibier n'ont pas profité de sa disparition).

### Pollution
L'Écureuil est aussi aujourd'hui menacé par la pollution (y compris via les champignons qu'il consomme et qui bioconcentrent certains toxiques). Dans les zones pauvres et acides, l'Écureuil roux ronge fréquemment des os de mammifères, ou des bois de cervidés. Deux explications semblent se compléter : il pourrait trouver là une source supplémentaire de calcium, et ce serait pour lui un moyen d'aiguiser ses dents. Le problème est que les mammifères stockent dans leurs os environ 80 % du plomb qu'ils accumulent dans leur vie, ainsi que certains radionucléides ou d'autres polluants. Or des quantités parfois très importantes de plomb de chasse ou de plomb de guerre se sont accumulées dans certains écosystèmes forestiers.

### Maladies
L'Écureuil est comme beaucoup d'animaux très sensible aux maladies et parasitoses lorsqu'il est affaibli ou mal nourri, ce qui expliquerait que ses densités augmentent les années où la production de glands, noisettes ou cônes est importante alors qu'il régresse les années de disette (avec chute du nombre de petits quand la nourriture manque). Il est possible que l'augmentation du nombre de tiques ces dernières décennies l'ait également affecté. 
L'Écureuil peut être infesté d'acariens, de poux, de puces et tiques qui tous peuvent véhiculer des microbes ou des parasites. Deux puces lui seraient propres : Monopsyllus sciurorum très commune et  Tarsopsylla octodecimdentata beaucoup plus rare, qui n'est trouvée que dans les zones froides. La grande douve (Fasciola hepatica), et l'acanthocéphale (Moniliformis moniliformis), diverses larves de cestodes (dont l'hydatide d'Echinococcus granulosus) et deux nématodes intestinaux comptent parmi les parasites internes les plus fréquents.
L'Écureuil ne semble pas jouer un rôle important de transmission de maladies humaines, sauf peut-être pour le bacille de la peste qu'il peut contribuer à véhiculer.

### Prédation
Ses principaux prédateurs sont la Martre des pins (qui lui préfère cependant l'Écureuil gris, sans doute plus facile à capturer) et l'autour qui le chassent surtout l'hiver. Les pies sont également redoutables ; elles agissent parfois seules, mais de préférence à deux : quand l'une se charge d'éloigner la mère du nid, l'autre s'empare de l'un des petits. Les bébés ne sont pas très lourds, juste quelques grammes. Pourtant il arrive qu'elles fassent tomber leurs proies que l'on retrouve piquées profondément. Les plaies très souvent s'infectent et malgré les soins prodigués par la mère, cette dernière ne peut réussir à sauver le bébé trop fragile. Les jeunes inexpérimentés ou les vieux individus sont les victimes les plus fréquentes. La prédation participe de la sélection naturelle. Quand il est en bonne santé, l'Écureuil roux est un animal très vif qui échappe facilement à ses prédateurs. Le chat domestique qui accède facilement à ses nids peut être facteur de prédation ou au moins de dérangement autour des zones habitées.
Les relations entre l’Écureuil roux et l'un de ses prédateurs naturels, la Martre des pins, doivent être mieux étudiées, mais ces deux espèces emblématiques menacées au Royaume-Uni semblent écologiquement complémentaires. Des chercheurs ont ainsi constaté que l'Écureuil gris américain avait au XXe siècle progressé au Royaume-Uni quand et là où la Martre des pins disparaissait. Inversement, là où la Martre des pins (presque éteinte il y a 50 ans) reconstitue ses populations dans les forêts et bois d’Irlande et d’Écosse (depuis qu’elle y est protégée), l'Écureuil roux reconstitue lui aussi ses populations, alors que l’Écureuil gris régresse. L’Irlande a classé la Martre des pins en espèce protégée  dès 1976, mais il a fallu attendre les années 1990 pour qu’elle commence à reconstituer sa population. On en trouve trois à quatre par kilomètre carré dans les bois aujourd’hui (2012) selon les analyses d'ADN faites sur les poils ou excréments (fèces). Cette densité  semble suffisante pour «  expulser » de ces zones la quasi-totalité des écureuils gris. L'analyse des fèces de Martre montre que cette dernière mange peu d’écureuils roux, mais qu’elle prélève de nombreux Écureuils gris. Ceci ne suffit pourtant pas à expliquer l'effondrement de la population constaté dans cette région ; une hypothèse est que le retour d’un prédateur a permis aussi de perturber l'Écureuil gris alors qu’il s’alimente et élève ses petits, en raison d’un moindre sentiment de sécurité. L’Écureuil gris est en outre plus gros, moins agile et plus souvent au sol et donc plus vulnérable à la prédation que le roux. 
Le piégeage des écureuils gris resterait cependant nécessaire en ville dans le cas où l'on souhaite le retour de l'Écureuil roux aussi en ville, car il est peu probable que les martres des pins viennent chasser les écureuils gris en ville où ils sont maintenant nombreux.

### Solutions
Les solutions pour sa protection et pour la restauration de populations disparues sont notamment :
- les actions de limitation de l'expansion de l'Écureuil gris. Certains prônent son éradication en Europe, mais celle-ci n'est peut-être plus possible. Un contrôle des populations d'écureuils gris par la Martre des pins semble favoriser l'Écureuil roux qui échappe plus facilement à ce prédateur.
- la protection des milieux boisés riches en biodiversité ;
- éviter la fragmentation des forêts et restaurer des continuums écologique, et donc des corridors biologiques boisés ou adaptés aux besoins des écureuils (ponts de cordes & planchettes tendus au-dessus des routes ou simples cordes tressées au-dessus des petites routes), en veillant à ce que ces infrastructures ne soient pas utilisées par l'Écureuil gris pour étendre encore plus vite son territoire ;
- une meilleure compréhension et prise en compte de son écologie. Ceci passe par des inventaires des populations, pouvant éventuellement faire appel aux citoyens[22].

## Aspects culturels

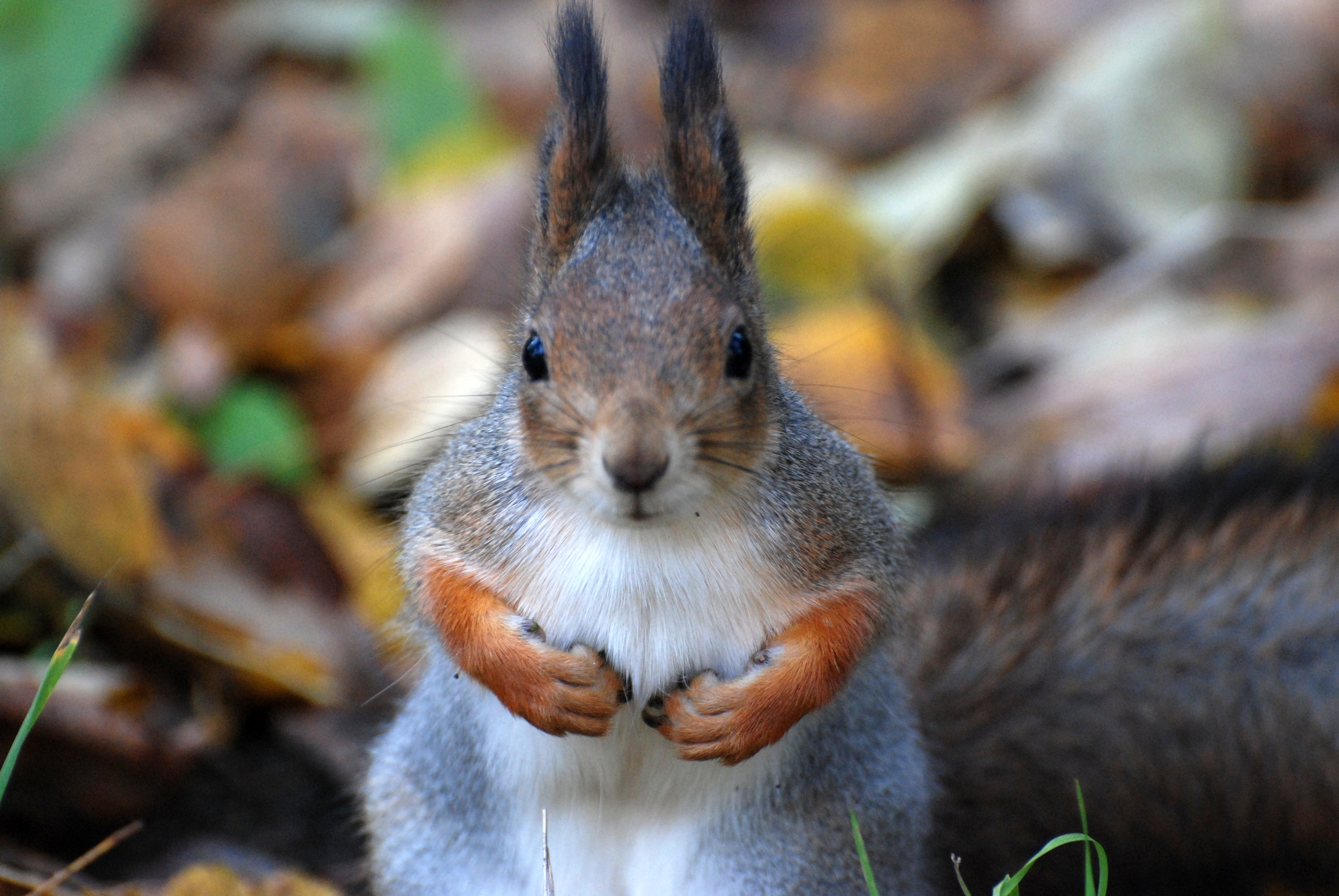
Sciurus vulgaris photographié en Russie avec sa robe hivernale à ventre blanc et dos gris, appelé alors petit-gris il donne aussi le vair.

L'Écureuil d'Eurasie est l'une des espèces d'écureuils qui, sous le nom de petit-gris, fournissent les fourrures appelées « petit-gris » ou « vair ».
Les pinceaux d'artistes ou d'écoliers dits pinceaux petit-gris sont aujourd'hui faits avec des poils d'écureuils fournis par les pays nordiques.
L'astéroïde (7334) Sciurus est nommé d'après Sciurus vulgaris et Sciurus carolinensis.